# Charles Leclerc (generaal)
Charles Victoire Emmanuel Leclerc d'Ostin (Pontoise, 17 maart 1772 – Île de la Tortue (Tortuga), 2 november 1802) was een Franse generaal en zwager van Napoleon Bonaparte.

## Levensloop
In 1791, twee jaar na het uitbreken van de Franse Revolutie, begon Leclerc zijn militaire carrière als een vrijwilliger tijdens de Eerste Coalitieoorlog. Hij nam deel aan het Beleg van Toulon (1793) en de Slag bij Fleurus (1794) en vocht in Duitsland en Italië.
Leclerc steeg snel in rang en kreeg in 1797 promotie tot brigadegeneraal. Datzelfde jaar trouwde hij met Pauline Bonaparte, een zuster van Napoleon, nadat Napoleon hen samen in bed had betrapt. Na deelname aan de invasiepoging in Ierland door de Franse generaal Humbert werd hij benoemd tot divisiegeneraal en steunde Napoleon tijdens zijn staatsgreep van 18 Brumaire in november 1799.
Hij had het bevel over drie divisies in de Slag bij Hohenlinden (1800) en werd vervolgens door Napoleon naar Portugal gestuurd. Daar was de Sinaasappeloorlog tussen Portugal en Spanje geëindigd met het Verdrag van Badajoz, waarmee Portugal haar bondgenootschap met Groot-Brittannië verbrak. Napoleon was echter ontevreden met het resultaat en stuurde de Franse troepen in Spanje, onder bevel van Leclerc, Portugal binnen. De Portugezen waren gedwongen om op 29 september 1801 het Verdrag van Madrid te tekenen, waarbij Portugal overeenkwam om 20 miljoen francs aan Frankrijk te betalen en Guyana aan Frankrijk af te staan.

### Haïtiaanse Revolutie
In 1802 stuurde Napoleon zijn zwager naar de Franse kolonie Saint-Domingue (nu Haïti) om een opstand van de slaven neer te slaan (zie Haïtiaanse Revolutie). De Franse generaal Toussaint Louverture, zelf een voormalige slaaf, had daar een einde gemaakt aan de slavernij en zichzelf tot – feitelijk onafhankelijk – gouverneur voor het leven uitgeroepen.
Leclerc landde in februari 1802 op Haïti en wist met een troepenmacht van zo'n 30.000 man de rebellen te verslaan. Op 7 mei tekende Toussaint Louverture een vredesverdrag met de Fransen (op voorwaarde dat de slavernij niet opnieuw zou worden ingevoerd) en trok zich terug naar zijn boerderij. Drie weken later liet Leclerc echter Toussaint Louverture en zijn familie gevangennemen en naar Frankrijk deporteren, waar Toussaint Louverture in 1803 overleed. Leclerc herstelde de orde en bestuurde Saint-Domingue als gouverneur.
De opstand brak opnieuw uit toen het duidelijk werd dat de Fransen de slavernij toch opnieuw wilden invoeren. Ondertussen brak een epidemie van gele koorts uit onder de Franse troepen. Ook Leclerc werd getroffen door de epidemie en stierf op 2 november 1802. Een jaar later werden de Fransen definitief verslagen en in 1804 werd de republiek Haïti uitgeroepen, de tweede onafhankelijke republiek op het westelijk halfrond.
Leclercs vrouw, Pauline Bonaparte, hertrouwde een jaar na zijn dood met Camillo Filippo Ludovico Borghese.

## Herdenking
Leclercs naam werd gegraveerd op de Arc de Triomphe in Parijs. In zijn geboorteplaats Pontoise werd in 1869 een standbeeld van hem onthuld.

## Afbeeldingen

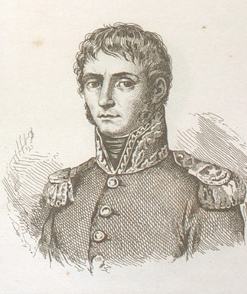
Charles Leclerc, illustratie uit Abel Hugo (1838), France militaire: histoire des armées françaises de terre et de mer de 1792 à 1837
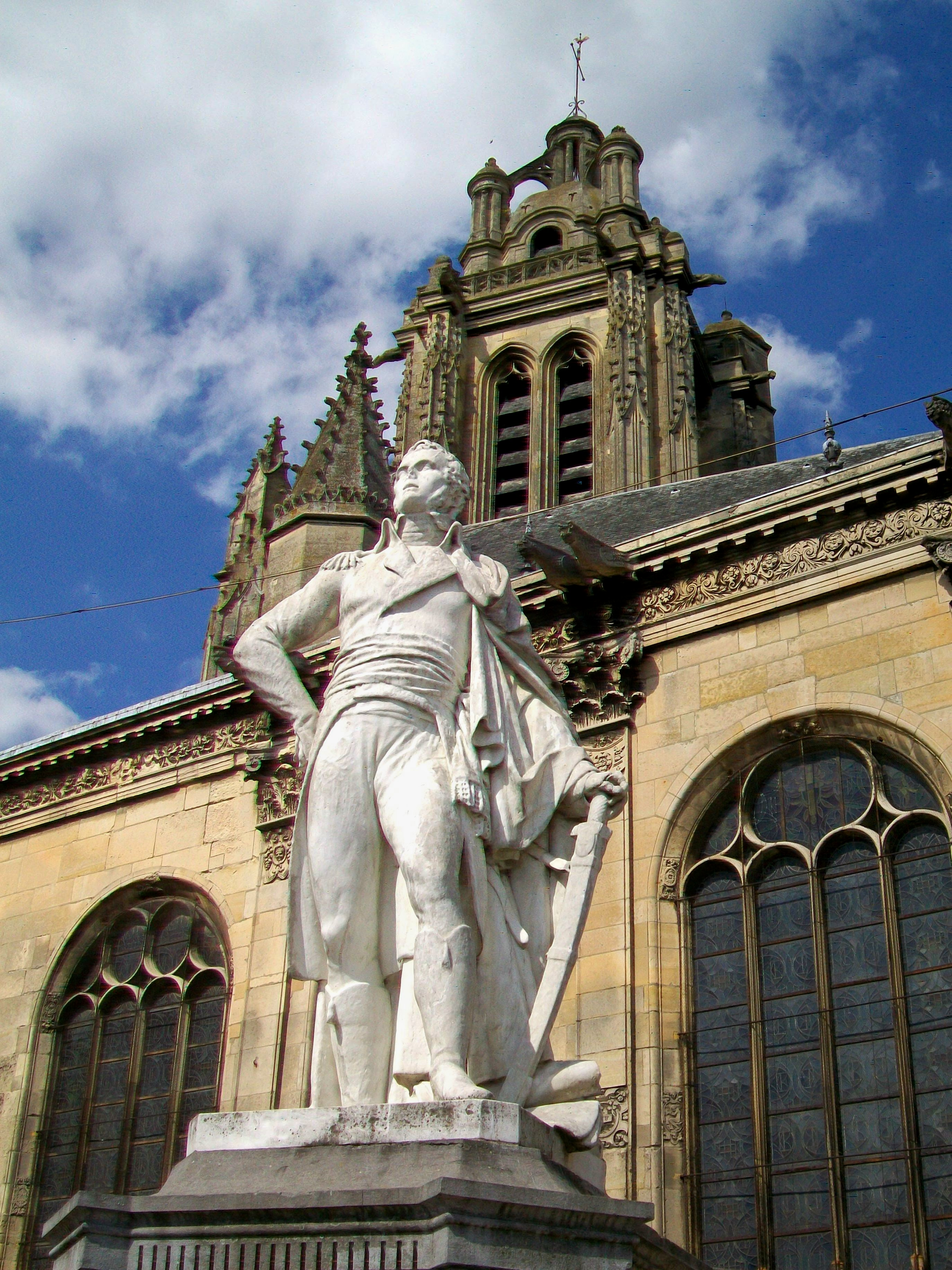
Standbeeld van Leclerc in zijn geboorteplaats Pontoise

- Bibliothèque nationale de France: cb124639179 (data)
- Gemeinsame Normdatei: 118973290
- International Standard Name Identifier: 0000 0000 8127 7861
- Library of Congress Control Number: n87822651
- Nationale Bibliotheek van Israël: 987007376208905171
- Nederlandse Thesaurus van Auteursnamen: 115135006
- Réseau des bibliothèques de Suisse occidentale: 02-A026052638
- SNAC: w6f76xxt
- Système universitaire de documentation: 033820384
- Virtual International Authority File: 49322929
- WorldCat: E39PBJr3By3K9mDCVkkCjMtdwC